# Радченко, Андрей Фёдорович
Андрей Фёдорович Радченко (1887—1938) — украинский советский государственный, профсоюзный и политический деятель. Революционер. Большевик.

## Биография
Родился в бедной семье. С 8 лет батрачил, был подпаском. С 1898 года — ученик слесаря, позже работал на Парафиевском сахарном заводе.
В 1902—1904 годах — рабочий паровозного депо в Конотопе. С 1904 года — рабочий Южно-русского завода в Киеве.
В 1904 году вступил в РСДРП, меньшевик. С 1912 года — член РСДРП (б).
За революционную деятельность подвергался преследованиям царскими властями. Находился на административном поселении в г. Прилуки Полтавской губернии. Затем работал на шахтах Донбасса, принимал активное участие в революционном движении в гг. Гришино и Дружковка. В 1906 году был арестован и выслан в Сибирь, однако из заключения бежал и долгое время скрывался на Кавказе и Донбассе. Работал на заводах Екатеринослава и Николаева.
Был вновь арестован. Освобождён в 1908 году.
В 1912—1917 годах вёл революционную работу в Екатеринославской и Херсонской губерниях (в городах Мариуполе, Екатеринославе, Николаеве, Дружковке), находился на полулегальном положении, несколько раз арестовывался.
В 1917—1918 годах — председатель Дружковского уездного совета рабочих и солдатских депутатов в Донбассе.
Участник Гражданской войны. В 1918—1919 годах находился на политической работе в РККА (Царицынский, Юго-Восточный, Западный, Южный фронты)
В 1919—1920 годах — комиссар Екатеринославского губернского военного комиссариата.
В 1920—1921 годах — ответственный секретарь Донецкого губернского комитета КП(б) Украины.
Член ЦК КП(б) Украины с 10.4.1923 по июнь 1930. Кандидат в члены Центральной Контрольной Комиссии РКП(б) (25.4.1923 — 23.5.1924).
В 1922—1924 годах — председатель Донецкой губернского совета профсоюзов. В 1924 году окончил курсы марксизма при ЦК КП (б) У в Харькове. В 1924—1925 годах вновь ответственный секретарь Донецкого губернского комитета КП(б) Украины.
Делегат XIV съезда ВКП(б).
В ноябре 1925 — октябре 1927 года — председатель Всеукраинского совета профессиональных союзов (ВУСПС).
В 1928 — апреле 1929 года — председатель исполнительного комитета Владимирского губернского совета РСФСР.
В 1929—1931 годах — начальник Ивановского областного планового отдела. В 1931—1932 годах — заместитель Председателя Центросоюза в Москве.
В 1932 — июле 1937 года — начальник Всесоюзного объединения «Заготлён».
9 июля 1937 года арестован органами НКВД. По обвинению в участии в контр-революционной террористической организации, 20.01.1938 года приговорён к смертной казни и в тот же день расстрелян.
Похоронен на кладбище Бутово-Коммунарка.
Посмертно реабилитирован 30 апреля 1957 года.